# Hurdiidae
Los húrdidos (Hurdiidae) son una familia extinta de radiodontos que vivieron durante la era paleozoica. Podrían considerarse el clado de radiodontos más longevo, puesto que abarcaron desde el Cámbrico hasta el Devónico. 

## Descripción

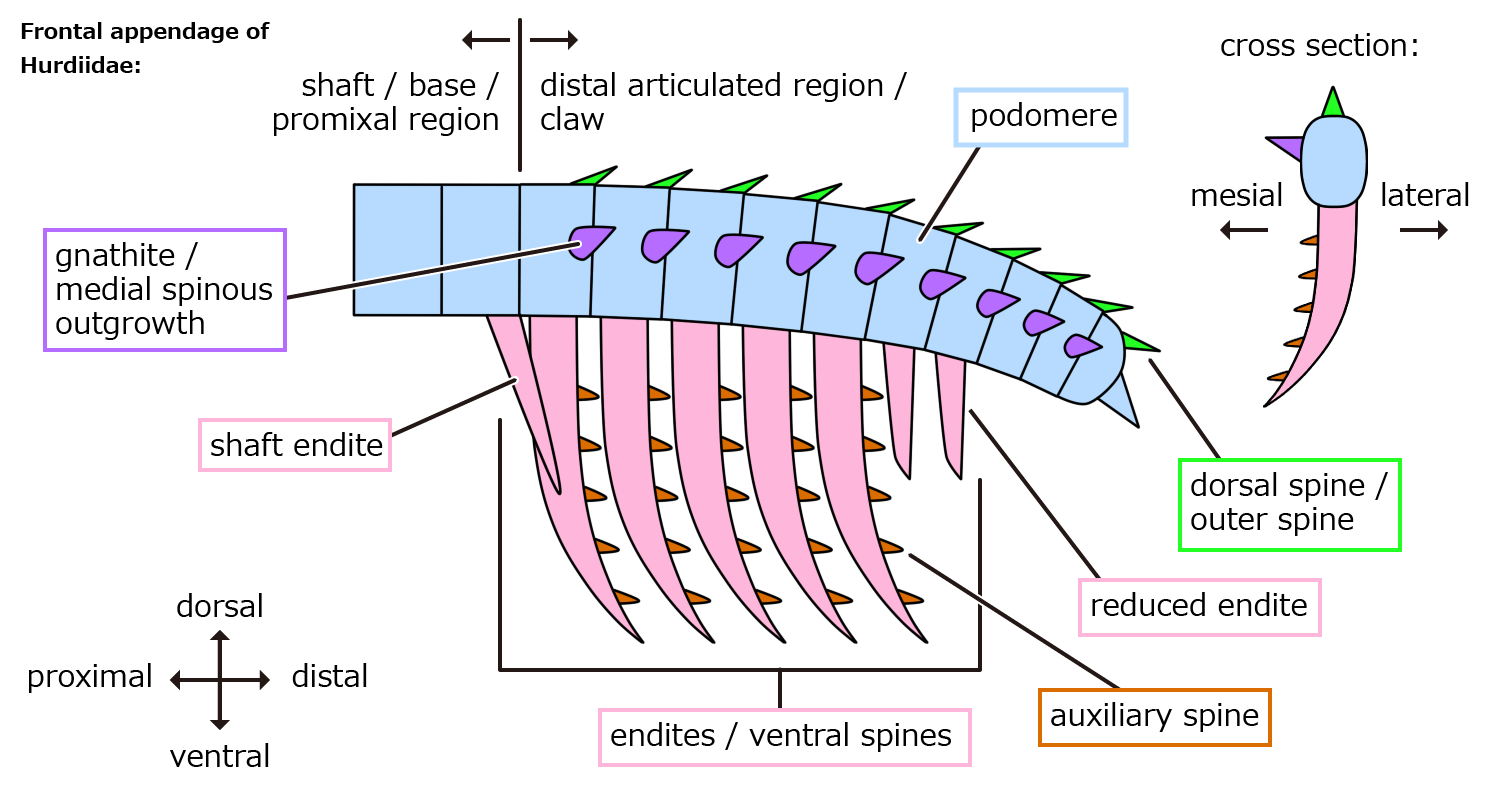
Anatomía del apéndice frontal de un húrdido.

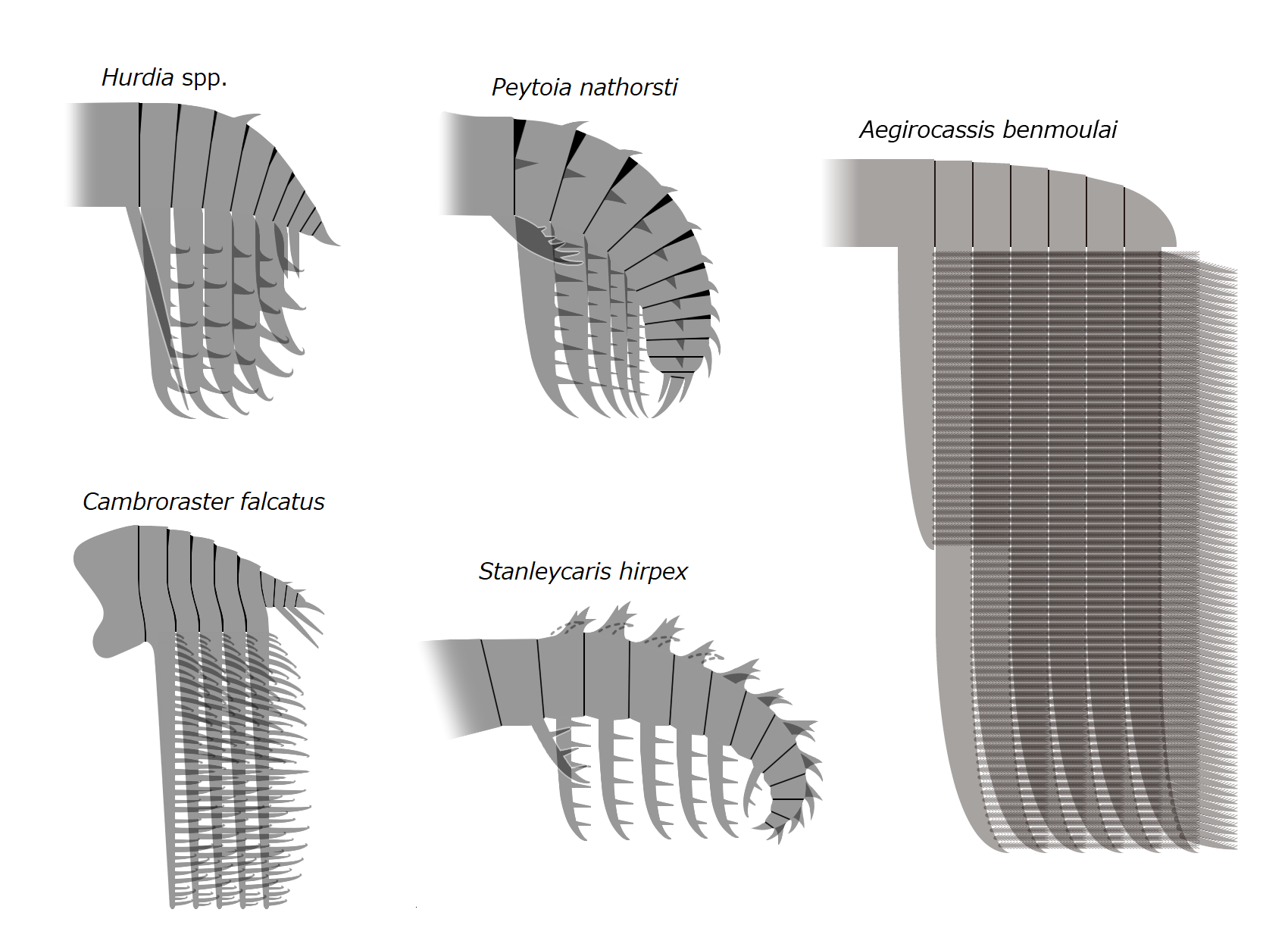
Apéndices frontales de varios húrdidos.

Los húrdidos se caracterizan por tener apéndices frontales con una región distal compuesta por 5 enditos subiguales en forma de cuchilla, eslceritos cefálicos agrandados y un aparato bucal (cono oral) con disposición tetraradial, es decir, que cuatro placas dentales son más grandes que el resto y están dispuestas en forma de cruz.
Los apéndices frontales de los húrdidos tienen una morfología distintiva, ya que el apéndice de la mayoría de las especies lleva cinco espinas ventrales alargadas en forma de cuchilla, conocidas como enditos. Los segmentos posteriores son de tamaño reducido y con enditos pequeños o sin ellos. Cada podómero tenía un solo endito, a diferencia de otros radiodontos, en los que los enditos estaban emparejados. En la mayoría de las especies, los enditos estaban curvados medialmente, de modo que los apéndices formaban una estructura similar a una cesta. Algunos húrdidos tenían un mayor número de enditos, como Cordaticaris, que tenía siete de igual longitud. Ursulinacaris es el único entre los húrdidos que tiene enditos emparejados, lo que probablemente sea una forma de transición entre el apéndice de otros radiodontos y el de los húrdidos.
Los húrdidos presentaban una amplia gama de tamaños corporales. Se estima que el espécimen más pequeño de húrdido conocido, de una especie sin nombre, tenía una longitud corporal de 6-15 milímetros, pero no se sabe si este espécimen era juvenil o adulto. Aegirocassis, el mayor húrdido conocido, medía más de 2 metros de largo, comparable en tamaño a los mayores artrópodos conocidos.

## Paleobiología
La mayoría de los húrdidos parecen haber sido depredadores que se alimentaban tamizando el sedimento con sus apéndices frontales, excepto Aegirocassis, que se alimentaba por filtración.

## Distribución
Los húrdidos tuvieron una distribución global. El primer húrdido conocido en el registro fósil es Peytoia infercambriensis, que vivió en el piso 3 del Cámbrico en lo que hoy es Polonia. La diversidad del grupo aumentó durante la época del Miaolingiense. Los registros post-cámbricos de los húrdidos son raros, pero perduraron hasta el Devónico, siendo el último taxón conocido Schinderhannes bartelsi del Emsiense en la actual Alemania.

## Clasificación
Hurdiidae se clasifica dentro de Radiodonta, un orden relacionado con los artrópodos. Hurdiidae se define filogenéticamente como el clado más inclusivo, que contiene a Hurdia victoria pero no a Amplectobelua symbrachiata, Anomalocaris canadensis, o Tamisiocaris borealis.
La filogenia de los húrdidos, que acompaña a la descripción de Aegirocassis benmoulai, es la siguiente:

|  | Hurdia victoria     |
|  |                     |
|  | Hurdia cf. victoria |
|  |                     |

|  | Stanleycaris hirpex                                                    |
|  |                                                                        |
|  | \| \| Hurdia sp. Utah \| \| \| \| \| \| Hurdia sp. Burgess \| \| \| \| |
|  |                                                                        |
|  | Hurdia sp. Utah                                                        |
|  |                                                                        |
|  | Hurdia sp. Burgess                                                     |
|  |                                                                        |

|  | Hurdia sp. Utah    |
|  |                    |
|  | Hurdia sp. Burgess |
|  |                    |

|  | Hurdia victoria     |
|  |                     |
|  | Hurdia cf. victoria |
|  |                     |

|  | Stanleycaris hirpex                                                    |
|  |                                                                        |
|  | \| \| Hurdia sp. Utah \| \| \| \| \| \| Hurdia sp. Burgess \| \| \| \| |
|  |                                                                        |
|  | Hurdia sp. Utah                                                        |
|  |                                                                        |
|  | Hurdia sp. Burgess                                                     |
|  |                                                                        |

|  | Hurdia sp. Utah    |
|  |                    |
|  | Hurdia sp. Burgess |
|  |                    |

|  | Hurdia victoria     |
|  |                     |
|  | Hurdia cf. victoria |
|  |                     |

|  | Stanleycaris hirpex                                                    |
|  |                                                                        |
|  | \| \| Hurdia sp. Utah \| \| \| \| \| \| Hurdia sp. Burgess \| \| \| \| |
|  |                                                                        |
|  | Hurdia sp. Utah                                                        |
|  |                                                                        |
|  | Hurdia sp. Burgess                                                     |
|  |                                                                        |

|  | Hurdia sp. Utah    |
|  |                    |
|  | Hurdia sp. Burgess |
|  |                    |

|  | Hurdia victoria     |
|  |                     |
|  | Hurdia cf. victoria |
|  |                     |

|  | Stanleycaris hirpex                                                    |
|  |                                                                        |
|  | \| \| Hurdia sp. Utah \| \| \| \| \| \| Hurdia sp. Burgess \| \| \| \| |
|  |                                                                        |
|  | Hurdia sp. Utah                                                        |
|  |                                                                        |
|  | Hurdia sp. Burgess                                                     |
|  |                                                                        |

|  | Hurdia sp. Utah    |
|  |                    |
|  | Hurdia sp. Burgess |
|  |                    |

|  | Hurdia victoria     |
|  |                     |
|  | Hurdia cf. victoria |
|  |                     |

|  | Stanleycaris hirpex                                                    |
|  |                                                                        |
|  | \| \| Hurdia sp. Utah \| \| \| \| \| \| Hurdia sp. Burgess \| \| \| \| |
|  |                                                                        |
|  | Hurdia sp. Utah                                                        |
|  |                                                                        |
|  | Hurdia sp. Burgess                                                     |
|  |                                                                        |

|  | Hurdia sp. Utah    |
|  |                    |
|  | Hurdia sp. Burgess |
|  |                    |

|  | Hurdia victoria     |
|  |                     |
|  | Hurdia cf. victoria |
|  |                     |

|  | Stanleycaris hirpex                                                    |
|  |                                                                        |
|  | \| \| Hurdia sp. Utah \| \| \| \| \| \| Hurdia sp. Burgess \| \| \| \| |
|  |                                                                        |
|  | Hurdia sp. Utah                                                        |
|  |                                                                        |
|  | Hurdia sp. Burgess                                                     |
|  |                                                                        |

|  | Hurdia sp. Utah    |
|  |                    |
|  | Hurdia sp. Burgess |
|  |                    |

|  | Hurdia victoria     |
|  |                     |
|  | Hurdia cf. victoria |
|  |                     |

|  | Stanleycaris hirpex                                                    |
|  |                                                                        |
|  | \| \| Hurdia sp. Utah \| \| \| \| \| \| Hurdia sp. Burgess \| \| \| \| |
|  |                                                                        |
|  | Hurdia sp. Utah                                                        |
|  |                                                                        |
|  | Hurdia sp. Burgess                                                     |
|  |                                                                        |

|  | Hurdia sp. Utah    |
|  |                    |
|  | Hurdia sp. Burgess |
|  |                    |

|  | Hurdia victoria     |
|  |                     |
|  | Hurdia cf. victoria |
|  |                     |

|  | Stanleycaris hirpex                                                    |
|  |                                                                        |
|  | \| \| Hurdia sp. Utah \| \| \| \| \| \| Hurdia sp. Burgess \| \| \| \| |
|  |                                                                        |
|  | Hurdia sp. Utah                                                        |
|  |                                                                        |
|  | Hurdia sp. Burgess                                                     |
|  |                                                                        |

|  | Hurdia sp. Utah    |
|  |                    |
|  | Hurdia sp. Burgess |
|  |                    |